# Tadeusz Penkala
Tadeusz Penkala (ur. 1 grudnia 1912 w Gąbinie, zm. 8 lutego 1983 w Warszawie) – polski krystalograf i mineralog.

## Życiorys
Szkołę średnią ukończył w Gostyninie w 1934.
W 1935 wstąpił na Wydział Matematyczno-Przyrodniczy Uniwersytetu Warszawskiego. Pod kierunkiem Zygmunta Weyberga i Wojciecha Świętosławskiego studiował chemię i krystalografię. Będąc studentem IV roku został w 1938 asystentem w Zakładzie Mineralogii i Petrografii u Zygmunta Weyberga.
Studia przerwał wybuch II Wojny Światowej. Kontynuował je podczas okupacji na Tajnych Kursach Uniwersyteckich, pracując jako robotnik. W lutym 1945 wznowił studia na Uniwersytecie Warszawskim, wracając na dawne stanowisko do Zakładu Mineralogii i Petrografii. W 1946 uzyskał magisterium z filozofii w zakresie krystalografii (pod kierunkiem Antoniego Łaszkiewicza), a w 1949 w zakresie chemii fizycznej (u Wojciecha Świętosławskiego). Dodatkowo pracował jako wykładowca na Wydziale Farmaceutycznym (1945–1950) oraz w Katedrze Towaroznawstwa Szkoły Głównej Służby Zagranicznej (1950–1953).
Doktorat uzyskał w 1952 na podstawie pracy Roztwory stałe i eutektyki dwuskładnikowe utworzone przez szereg homologów z jednym ze składników. W tym samym roku został przeniesiony na Wydział Geologii Uniwersytetu Warszawskiego do Zakładu Mineralogii i Petrografii. Od 1962 do 1969 był kierownikiem Zakładu Chemii Mineralnej. W 1954 otrzymał tytuł docenta. W latach 1954–1971 dodatkowo prowadził Katedrę Mineralogii i Krystalografii na Uniwersytecie Marii Curie-Skłodowskiej w Lublinie. W 1969 został mianowany profesorem nadzwyczajnym. Członek Polskiego Towarzystwa Geologicznego
W latach 1956–1958 oraz 1974–1975 był prodziekanem Wydziału Geologii UW, a w latach 1968–1972 jego dziekanem.
Był odznaczony m.in. Krzyżem Kawalerskim Orderu Odrodzenia Polski.